# مختبر أبحاث القوات الجوية الأميركية
مختبر أبحاث القوات الجوية الأميركية (بالإنجليزية: Air Force Research Laboratory)‏اختصارًا (AFRL) هي وكالة البحث العلمي التي تديرها القوات الجوية الأمريكية، والهدف من هذه الوكالة هو اكتشاف وتطوير تقنيات الفضاء القتالية بأسعار معقولة، وتخطيط وتنفيذ برنامج العلوم والتكنولوجيا التابع سلاح الجو الأمريكي، وتوفير القدرات القتالية للقوات الجوية والفضائية الأمريكية. وتسيطر هذه الوكالة على كامل ميزانية أبحاث العلوم والتكنولوجيا التابعة لسلاح الجو الأمريكي والتي بلغت 2.4 مليار دولار في عام 2006.
تم إنشاء المختبر في قاعدة رايت باترسون الجوية في ولاية أوهايو في 31 أكتوبر 1997 حيث تم دمج أربعة منشآت بحثية تابعة للقوات الجوية هي (مختبر فيليبس ومقره في ألبوكيرك بولاية نيو مكسيكو، ومختبر رايت في دايتون بولابة أوهايو، ومختبر روما ( مركز روما لتطوير الطيران سابقًا) في روما بولاية نيويورك، ومختبر أرمسترونغ في سان انطونيو بولاية تكساس) مع مكتب القوات الجوية للبحوث العلمية تحت قيادة موحدة. يتكون المختبر من سبع مديريات تقنية، وجناح واحد، ومكتب البحث العلمي. وتعمل كل مديرية تقنية في مجال معين من مجالات البحث ضمن مهمة مختبر أبحاث القوات الجوية الأميركية، والتي تتخصص في إجراء التجارب بالتعاون مع الجامعات والمقاولين.
منذ تشكيل المختبر في عام 1997، أقيمت العديد من التجارب والعروض الفنية بالتعاون مع وكالة ناسا وزارة الطاقة، ووكالة مشاريع البحوث الدفاعية المتقدمة DARPA، وغيرها من المنظمات البحثية ضمن وزارة الدفاع. وتشمل المشاريع البارزة X-37 ، X-40 ، X-53 ، HTV-3X ، بحوث الليزر التكتيكية المتقدمة، وبرنامج الأقمار الصناعية التكتيكية.
قد يواجه المختبر مشكلات في المستقبل، حيث من المقرر أن يتقاعد 40 في المائة من العاملين فيه خلال العقدين المقبلين، بينما لم تنتج الولايات المتحدة منذ عام 1980 شهادات علمية وهندسية كافية لمواكبة الطلب.

## التاريخ
بدأ العمل على تأسيس مختبر أبحاث القوات الجوية الأمريكية الموحد مع إقرار قانون جولدووتر نيكولاس لإعادة تنظيم وزارة الدفاع الأمريكية، والذي عمل على تبسيط استخدام الموارد من قبل وزارة الدفاع . بالإضافة إلى هذا القانون، شهدت فترة نهاية الحرب الباردة تخفيضات في الميزانية وأعداد الموظفين العاملين في القوات المسلحة، وتماشيًا مع الأوامر المفروضة لخفض الميزانية وأعداد الموظفين، تم دمج مختبرات البحوث التابعة للقوات الجوية إلى أربعة مختبرات وذلك في عام 1990.
في حين أن التوحيد الأولي لمختبرات القوات الجوية قلل من النفقات العامة والميزانية، تم إطلاق عملية دمج أخرى لتشكيل هيكل موحد في السنة المالية 1996، فقد أصدرت تعليمات إلى وزارة الدفاع لإعادة دمج جميع مختبرات الدفاع خلال سنة واحدة. وتم إنشاء هيكل المختبر الحالي في أكتوبر 1997 من خلال دمج مختبر فيليبس ومقره في ألبوكيرك بولاية نيو مكسيكو، ومختبر رايت في دايتون بولابة أوهايو، ومختبر روما ( مركز روما لتطوير الطيران سابقًا) في روما بولاية نيويورك، ومختبر أرمسترونغ في سان انطونيو بولاية تكساس، تم تطوير مفهوم المختبر الموحد ودعمه من قِبل الجنرال ريتشارد بول، الذي كان مدير قسم العلوم والتكنولوجيا في قيادة القوات الجوية والجنرال هنري فيسيلسيو جونيور، ثم أصبح أول قائد مختبر أبحاث القوات الجوية الأميركية.

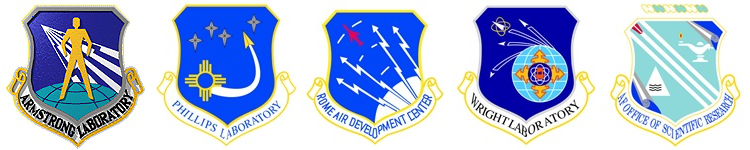
الشعارات السابقة لمختبر أبحاث القوات الجوية الأميركية